# Беу
Беу (рум. Beu) — село у повіті Муреш в Румунії. Адміністративно підпорядковане місту М'єркуря-Ніражулуй.
Село розташоване на відстані 260 км на північний захід від Бухареста, 12 км на схід від Тиргу-Муреша, 88 км на схід від Клуж-Напоки, 123 км на північний захід від Брашова.

## Населення
За даними перепису населення 2002 року у селі проживали 93 особи, з них 92 особи (98,9%) угорців. Рідною мовою 92 особи (98,9%) назвали угорську.